# خايمي تشافيز
خايمي تشافيز (بالإنجليزية: Jaime Chavez)‏ هو لاعب كرة قدم أمريكي، ولد في 17 يوليو 1987 في سيتي أوف إندوستري في الولايات المتحدة. لعب مع أتلانتا سيلفرباكس.